# 메디 베나티아
메드히 아민 엘 모타키 베나티아(아랍어: مهدي بنعطية, 1987년 4월 17일 ~ )는 모로코의 은퇴한 축구 선수로, 센터백으로 활약했다. 프랑스에서 태어난 그는 모로코 축구 국가대표팀을 대표하고 주장을 맡기도 하였다.

## 어린 시절
베나티아는 프랑스 쿠쿠론에서 모로코인 아버지와 알제리인 어머니 사이에서 태어났다.